# Matilda Howell
Matilda Howell (conocida como Lida Howell; Lebanon, 28 de agosto de 1859-Norwood, 20 de diciembre de 1938) fue una deportista estadounidense que compitió en tiro con arco, en la modalidad de arco recurvo. Participó en los Juegos Olímpicos de San Luis 1904, obteniendo tres medallas de oro.

## Palmarés internacional
| Juegos Olímpicos | Juegos Olímpicos          | Juegos Olímpicos | Juegos Olímpicos     |
| Año              | Lugar                     | Medalla          | Prueba               |
| ---------------- | ------------------------- | ---------------- | -------------------- |
| 1904             | San Luis (Estados Unidos) | Medalla de oro   | Doble ronda Columbia |
| 1904             | San Luis (Estados Unidos) | Medalla de oro   | Doble ronda nacional |
| 1904             | San Luis (Estados Unidos) | Medalla de oro   | Equipo               |